# GL Noble Denton
GL Noble Denton est une compagnie privée spécialisée dans l'aide, le conseil technique et stratégique (consultant) et la certification dans le  secteur de l'industrie pétrolière et gazière.
Elle descend d'une compagnie indépendante fondée il y a plus d'un siècle, la Germanischer Lloyd (GL) et ses principaux sièges sont à Hambourg en Allemagne, et à Londres au Royaume-Uni. Par le jeu de nombreuses fusions acquisitions, elle est devenue un acteur important du secteur pétrolier et gazier. Elle opère aujourd'hui dans le monde entier (dans 80 pays environ en 2013), en fournissant des conseils et des appuis aux industriels du secteur ; de l'amont à l'aval de la filière (dans le domaine onshore comme dans celui de l'offshore), pour l'exploration pétrolière et gazière, la production, le stockage, la livraison, la distribution et jusqu'à la transformation (raffinerie, carbochimie).

## Histoire de l'entreprise GL Noble Denton
- 1867 : il y a plus d'un siècle, la compagnie allemande Germanischer Lloyd (GL) se crée en tant que société de certification et assurance dans le domaine du commerce et de l'industrie maritimes ;
- 1904 : Une autre entreprise, Noble Denton est fondée à Londres par le capitaine Pedder pour soutenir l'assurance technique et l'exécution de projets complexes d'opérations maritimes ;
- 1961 : Le capitaine Noble et M. Denton s'associent dans une entreprise dénommée Noble Denton International Limited[3] qui offre de manière combinée des services  gaziers et d'ingénierie de marine pour les entreprises pétrolières et gazières qui commencent à opérer en offshore en mer du Nord où l'on a découvert d'importantes réserves gazières et pétrolières sous-marines ;
- Années 1970: Noble Denton étend sa portée dans le monde en ouvrant des bureaux en Extrême-Orient, au Brésil, aux États-Unis, aux Émirats arabes unis et en Norvège où l'on a découvert d'importantes réserves pétrolières et gazières offshore ;
- 1976 : GL diversifie ses activités en incluant des services plus techniques dans le domaine du pétrole et du gaz ;
- 2003 : Noble Denton achète l'entreprise américaine Martech Unlimited Inc ;
- 2004 : Noble Denton achète l'entreprise anglaise BOMEL Ltd.[4] ;
- 2007 : Noble Denton achète le groupe norvégien Intelligent Decisions[5], le groupe Poseidon Maritime Ltd du Royaume-Uni[6] et le groupe Lowe Offshore International Inc (États-Unis)[7] ;
- 2007 : GL achète le groupe anglais Advantica[8] et  Materials Consulting Services (US)[9], and PVI Inspection (Canada)[10] ;
- 2008: GL achète aussi le groupe Trident Consultants dont le siège était basé en Malaisie[11] 
2008 : Noble Denton achète Standard Engineering AS et Brevik Engineering AS (Norvège)[12] ;
- 2009: GL achète le groupe International Refinery Services basé à Singapour[13] 
2009: GL s'associe à Noble Denton[14],[15]
- 2010: GL Noble Denton is launched[16],[17], combining Noble Denton and the oil and gas division of Germanischer Lloyd.

## Services proposés
Avec ses 3 600 employés et plusieurs sous-entités (Germanischer Lloyd, GL Garrad Hassan, GL Renewables Certification, FutureShip, Friendship Systems) et un organe interne de formation continue dit « GL Academy »), GL Noble Denton propose des services et des solutions logicielles (softwares) pour la préparation et le développement d'opérations, leur exécution, le suivi et l'évaluation de projets industriels pétroliers et gaziers, la vérification (analyses indépendantes, et comparaison des résultats avec les calculs du concepteur) et certification de processus impliquant la sécurité dans les opérations offshore et autres.
Selon l'entreprise, son expérience technique concerne les domaines suivants :
- les plates-formes fixes de forage ;
- les unités mobiles de forage en mer (MODU) ;
- les unités mobiles flottantes de stockage et déchargement (FPSO) ;
- des unités mobiles de production offshore (UMPM) ;
- le matériel sous-marins et les colonnes montantes des systèmes ;
- les navires de soutien aux activités offshore, dont navires-citernes et d'expédition de matériel ;
- la production à terre ;
- les pipelines (onshore et offshore) ;
- les systèmes de stockage pétrolier et gazier ;
- les terminaux d'importation (terminal pétrolier, terminal gazier) ;
- le gaz naturel liquéfié (GNL) ;
- Les raffineries pétrolières et les installations gazières et pétrochimiques ;
- les réseaux de transport et de distribution du pétrole et du gaz.

L'entreprise se dit leader dans le marché de l'identification, évaluation et gestion des risques et dangers pétroliers et gaziers. Elle se veut à la pointe de l'innovation et la recherche en matières de sécurité et gestion des risques et de la protection des matériels et des personnels (dont contre la nouvelle piraterie).
Elle travaille « main dans la main » avec ses clients pour préparer leurs dossiers de sûreté et d'autres documents nécessaires pour prouver la conformité de leurs installations aux normes en vigueur, avec les lois et avec certaines procédures de gouvernance des entreprises, sur des sujets aussi divers que les nuisances sonores et le risque de défaillance structurale.
Depuis la fin des années 1980, l'entreprise a acquis une expérience qu'elle juge « considérable » dans la conduite d'enquêtes in situ et d'enquête techniques sur les accidents et les échecs matériels dans l'industrie gazière et pétrolière, pour le compte d'opérateurs industriels, mais aussi gouvernementaux, en fournissant des analyses et rapports d'incident détaillés et agir comme témoins et experts si nécessaire. Elle dispose de laboratoires et d'une instrumentation sophistiquée, de modèles mathématiques utiles pour prédire les conséquences des incidents, et d'outils d'évaluation techniques et métallurgiques utiles pour identifier la cause de certains échecs ou accidents. . Elle propose aussi des formations et entraînements pour son personnel ou celui d'autres entreprises, et dispense des cours (en « présentiel » ou par formation en ligne) sur la sensibilisation aux risques, l'HAZOP (HAZard and OPerability study), le Leadership en cas d'urgence, la préparation de l'entretien d'installations industrielles, l'évaluations quantitatives des risques, les interfaces "navire/installations et services à terre", la conception des réservoirs de stockage, la Gestion de l'intégrité des actifs (« Total asset integrity management »).

## Reconnaissance
En mai 2010, GL Noble Denton a reçu le prix de l'industrie du gaz ("Gas industry award") créé par GISG), présenté par l'IGEM, une organisation qui regroupe des patrons et cadre du secteur gazier et une société gazière anglaise (Society of British Gas Industries, SBGI). Ce prix récompensait en l'occurrence des dispositifs de sécurité et des projets gaziers urbains développés par GL Noble Denton en Australie, à Singapour, au Viêt Nam, en Inde et en Thaïlande.